# Tha Dogg Pound
Tha Dogg Pound (D.P.G., Dogg Pound Gangstaz) - реп-дует, що складається з Daz Dillinger і Kurupt. Дебютували в 1992 р. на альбомі Dr. Dre - The Chronic. Дебютний альбом вийшов у 1995 році під назвою Dogg Food, альбом розійшовся в кількості 2-х мільйонів копій та зайняв 1-е місце у Billboard 200.

## Біографія
Делмар Арно, відомий як Daz Dillinger (aka Dat Nigga Daz), народився 25 травня 1973 року. у місті Лонг-Біч, штат Каліфорнія.
Рікардо Браун, відомий як Kurupt (aka Kurupt Tha Kingpin) народився 23 листопада 1972 року. у місті Філадельфія, штат Пенсільванія.

## Дискографія

### Студійні альбоми
- 1995 - Dogg Food
- 2001 - Dillinger & Young Gotti
- 2005 – Dillinger & Young Gotti II: Tha Saga Continuez. . .
- 2006 - Cali Iz Active
- 2007 - Dogg Chit
- 2009 - That Was Then, This Is Now
- 2010 – 100 Wayz
- 2021 - DPG 4 Life

### Компіляції
- 2001 – 2002
- 2004 - The Last of Tha Pound
- 2010 - Keep on Ridin
- 2012 - Doggy Bag

## Нагороди/номінації
Tha Dogg Pound були номіновані на одну нагороду Греммі